# تایشی ماتسوموتو
تایشی ماتسوموتو (انگلیسی: Taishi Matsumoto؛ زادهٔ ۲۲ اوت ۱۹۹۸) بازیکن فوتبال اهل ژاپن است.
از باشگاه‌هایی که در آن بازی کرده‌است می‌توان به باشگاه فوتبال سانفریس هیروشیما اشاره کرد.